# NGC 6752
NGC 6752 је збијено звездано јато у сазвежђу Паун које се налази на NGC листи објеката дубоког неба.
Деклинација објекта је - 59° 58' 53" а ректасцензија 19h 10m 51,8s. Привидна величина (магнитуда) објекта NGC 6752 износи 5,3. NGC 6752 је још познат и под ознакама GCL 108, ESO 141-SC30, N 6777?.